# IHeartRadio Music Awards de 2014
O iHeartRadio Music Awards de 2014 foi a premiação de música inaugural apresentada pela plataforma do iHeartMedia iHeartRadio e pela NBC. A cerimônia ocorreu em 1 de maio de 2014, no Shrine Auditorium, em Los Angeles, nos Estados Unidos]]. A premiação foi anunciada em 26 de fevereiro de 2014. As indicações foram compiladas pelos resultados das paradas da Mediabase, feedback dos ouvintes e dados de streamings digitais da plataforma iHeartRadio, e foram e anunciadas em 26 de março de 2014. A premiação reconhecou os maiores artistas e canções do ano. A cerimônia foi dirigido por Hamish Hamilton. A votação ocorreu na página oficial do iHeartRadio, exceto para o "Prêmio Instagram", cuja votação ocorreu na rede social Instagram.
Rihanna liderou as indicações, com oito no total, e também se tornou a maior vencedora da noite, com quatro vitórias, incluindo Artista do Ano e Canção do Ano.
A transmissão feita pela NBC do iHeartRadio Music Awards atraiu um total de 5,4 milhões de telespectadores, e um ibope de 1.7 na população-chave de 18 a 49 anos.

## Performances
| Artista(s)             | Canção                                             |
| ---------------------- | -------------------------------------------------- |
| Pitbull G.R.L. Kesha   | "Wild Wild Love" "Timber"                          |
| Luke Bryan             | "That's My Kind of Night"                          |
| Bastille               | "Pompeii"                                          |
| Ed Sheeran             | "The A Team" Don't"                                |
| Ariana Grande          | "The Way" Problem"                                 |
| Usher                  | Dançou "Love Never Felt So Good"                   |
| Kendrick Lamar         | "California Love" "M.A.A.D City"                   |
| Thirty Seconds to Mars | "City of Angels"                                   |
| Shakira                | "Empire"                                           |
| Blake Shelton          | "Doin' What She Likes"                             |
| Arcade Fire            | "Normal Person"                                    |
| Pharrell Williams      | "Come Get It Bae" Blurred Lines" Get Lucky" Happy" |

## Apresentadores
- Pitbull — entregou o prêmio de Canção de Hip Hop/R&B do Ano
- Selena Gomez — apresentou o vídeo Tributo de Artistas Femininas
- Blake Shelton — apresentou Luke Bryan
- Pharrell Williams — entregou o prêmio de Melhor Colaboração
- Adam Lambert — apresentou Bastille
- Lionel Richie — entregou o prêmio de Melhor Letra
- Ashley Greene — apresentou Ed Sheeran
- Lil Jon — apresentou Ariana Grande
- Jared Leto — entregou o prêmio de Artista Revelação
- L.A. Reid — apresentou Usher
- Mel B — entregou o prêmio de Melhores Fãs
- Dan Reynolds — apresentou Kendrick Lamar
- Jason Reader — entregou o Prêmio iHeartRadio Instagram
- Hilary Duff — entregou o Prêmio iHeartRadio Jovem Influenciador
- Joe Manganiello — entregou o prêmio de Canção de Rock Alternativo do Ano
- Chester Bennington — apresentou 30 Seconds to Mars
- Sean "Diddy" Combs — entregou o prêmio de Canção do Ano
- Juanes — apresentou Shakira
- Bobby Bones — entregou o prêmio de Canção Country do Ano
- Shakira — apresentou Blake Shelton
- Juicy J — entregou o prêmio de Canção de EDM do Ano
- Gwen Stefani — entregou o Prêmio iHeartRadio Inovador
- Jennifer Lopez e Ryan Seacrest — entregaram o prêmio de Artista do Ano

## Vencedores e indicados
| Artista do Ano | Canção do Ano |
| --- | --- |
| - Rihanna - Justin Timberlake - Imagine Dragons - Maroon 5 - Macklemore & Ryan Lewis | - "Stay" – Rihanna com part. de Mikky Ekko - "Mirrors – "Justin Timberlake - "The Monster" – Eminem com part. de Rihanna - "Hold On, We're Going Home" – Drake com part. de Majid Jordan - "Radioactive" – Imagine Dragons                                |
| Melhor Colaboração | Artista Revelação |
| - "Timber" – Pitbull com part. de Kesha - "Stay" – Rihanna com part. de Mikky Ekko - "Suit & Tie" – Justin Timberlake com part. de Jay-Z - "The Monster" – Eminem com part. de Rihanna - "Holy Grail" – Jay-Z com part. de Justin Timberlake                            | - Lorde - Icona Pop - Passenger - Imagine Dragons - Macklemore & Ryan Lewis - Florida Georgia Line |
| Canção Country do Ano | Canção de Hip Hop/R&B do Ano |
| - "Boys 'Round Here" – Blake Shelton - "Highway Don't Care" – Tim McGraw com part. de Taylor Swift - "That's My Kind of Night" – Luke Bryan - "Mine Would Be You" – Blake Shelton - "It Goes Like This" – Thomas Rhett                                                  | - "Pour It Up" – Rihanna - "Holy Grail" – Jay-Z com part. de Justin Timberlake - "Hold On, We're Going Home" – Drake com part. de Majid Jordan - "Blurred Lines" – Robin Thicke com part. de Pharrell Williams & T.I. - "Started From the Bottom" – Drake |
| Canção de EDM do Ano | Melhores Fãs |
| - "Wake Me Up" – Avicii - "Get Lucky" – Daft Punk com part. de Pharrell Williams - "Summertime Sadness" – Lana Del Rey com part. de Cedric Gervais - "Stay the Night" – Zedd com part. de Hayley Williams - "Sweet Nothing" – Calvin Harris com part. de Florence Welch | - Rihanna Navy – Rihanna - Little Monsters – Lady Gaga - Arianators – Ariana Grande - Swifties – Taylor Swift - Mahomies – Austin Mahone - Lovatics – Demi Lovato                                                                                         |
| Melhor Letra | Prêmio Instagram |
| - "Wrecking Ball" – Miley Cyrus - "I Love It" – Icona Pop com part. de Charli XCX - "Say Something" – A Great Big World com part. de Christina Aguilera - "Wake Me Up" – Avicii - "Same Love" – Macklemore & Ryan Lewis                                                 | - Austin Mahone - Rihanna - Selena Gomez - Ariana Grande - Harry Styles |
| Prêmio iHeartRadio Jovem Influenciador | Prêmio iHeartRadio Inovador |
| - Ariana Grande | - Pharrell Williams |